# Magdalenerinnen
Die Magdalenerinnen, Schwestern vom Orden der heiligen Maria Magdalena zur Buße, lat.: Ordo Sanctae Mariae Magdalenae de poenitentia (Ordenskürzel: OSMM), auch Magdalenenschwestern, sind eine katholische Ordensgemeinschaft. Aufgrund der Umkehr und der Aufgabe ihres alten Lebenswandels nannten sich die Schwestern auch Reuerinnen oder Büßerinnen (sorores poenitentes). Wegen ihrer weißen Ordenstracht wurden sie auch Weißfrauen genannt.

## Entstehung und Entwicklung bis zum 16. Jahrhundert
Seit dem Ende des 12. Jahrhunderts gab es auf Initiative von Priestern, Städten und religiösen Gruppen Häuser, in denen bekehrte Prostituierte und gefährdete Frauen klosterähnlich lebten. Dies wurde auch von den Päpsten gefördert, etwa von Papst Innozenz III. Als Gründer eines regelrechten Ordens gilt der Priester Rudolf von Worms, der 1226 in Worms ein solches Haus als Kloster etablierte. Papst Gregor IX. bestätigte den Orden 1227 und bestimmte, dass er nach der Benediktsregel und den Konstitutionen der Zisterzienser leben solle; 1232 änderte er dies und verpflichtete die Magdalenerinnen auf die Augustinusregel und die Statuten der Dominikanerinnen. Patronin war Maria Magdalena, die bekehrte Sünderin aus dem Neuen Testament (Lk 8,2 ) und Zeugin der Kreuzigung und der Auferstehung Jesu Christi (Joh 19,25  und 20,1-20 ).
Nach Trier, Straßburg, Würzburg. Regensburg, Speyer und Freiburg im Breisgau entstanden in allen Teilen des Heiligen Römischen Reiches sowie in Ungarn und Polen zahlreiche Klöster. Gegen Ende des 13. Jahrhunderts gehörten etwa 70 Klöster zum Orden, der in vier Ordensprovinzen gegliedert war. Ab ca. 1250 waren die Klöster auch Orte für die Versorgung unverheirateter Angehöriger der bürgerlichen Familien. Zunehmend traten freiwillig büßende Frauen an die Stelle bekehrter Frauen.
Die Magdalenerinnen trugen weiße, einfache Kleider, schliefen bekleidet und gegürtet auf Stroh und einem wollenen Tuch und durften niemals Müßiggang pflegen. Jedes Kloster war selbständig, der Gesamtorden wurde von einem Generalpropst (praepositus generalis) geleitet. Von 1250 bis etwa 1280 war für jedes Kloster ein kleines Männerkloster bestimmt, das die geistliche Betreuung der Ordensfrauen und die Verwaltung des Klosters übernahm. Ab 1280 wurde dies auf die Anwesenheit eines Priors beschränkt.
Das Leben in den Konventen der Magdalenerinnen glich sich allmählich dem in bestehenden Klöstern an. Einige Konvente schlossen sich im Lauf der Zeit anderen Orden an, z. B. den Zisterzienserinnen, den Klarissen oder den Dominikanerinnen. Ende des 15. Jahrhunderts gab es noch etwa 40 Klöster der Magdalenerinnen.

## Geschichte seit der Reformation

### Deutscher Zweig

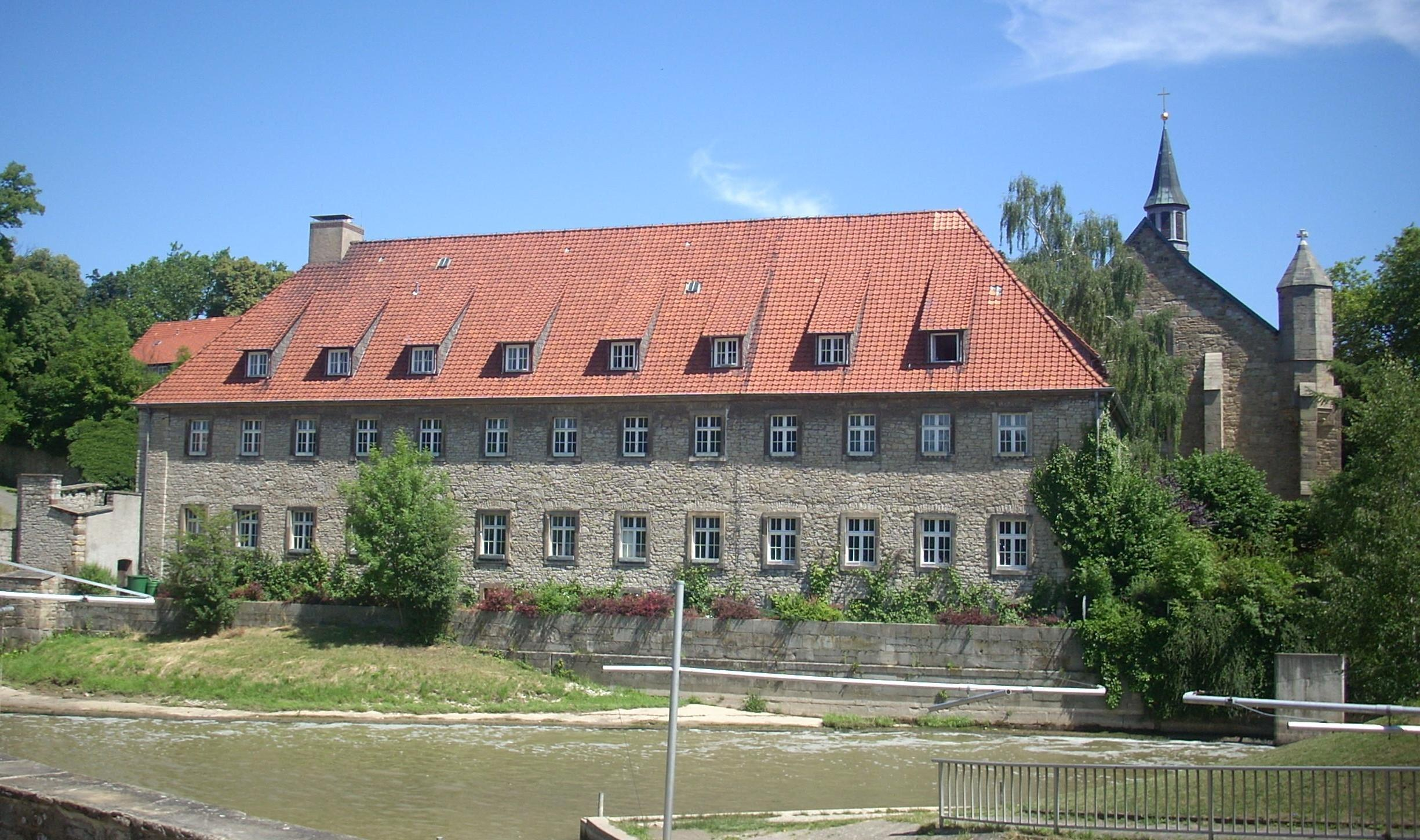
Magdalenenkloster und -kirche in Hildesheim

Durch die Reformation wurden die meisten Magdalenerinnenklöster bis zur Mitte des 16. Jahrhunderts säkularisiert. Übrig blieben zwei in Schlesien gelegene Ordenshäuser in Naumburg am Queis und in Sprottau, dazu eines in Lauban (Oberlausitz) sowie eines im heute niedersächsischen Hildesheim. Nach der Gegenreformation gab es nach 1700 im schlesischen Neiße noch eine Neugründung. Da es im Kloster Sprottau Probleme mit dem Unterhalt gab, wurde Franz Ludwig von Pfalz-Neuburg um Erlaubnis gebeten, in Neiße ein neues Kloster errichten zu dürfen. Dies wurde im Aufnahmebrief 1711 bestätigt. Vollkommen eingeführt wurden die Magdalenerinnen in Neiße im Jahre 1726.
Mit Ausnahme des Klosters in Lauban, wo die Schwestern in der Krankenpflege und im Schuldienst tätig waren, wurden 1810 im Rahmen der Säkularisation alle Magdalenerinnenklöster zwangsweise vom preußischen Staat und im Falle von Hildesheim dem Königreich Westphalen aufgehoben und das Klostergut eingezogen.
Bis 2004 existierte noch ein letztes Kloster der deutschen Magdalenerinnen in Seyboldsdorf im niederbayerischen Landkreis Landshut, das auf Schwestern zurückgeht, die 1945 aus dem Magdalenerinnenkloster Lauban vertrieben wurden. Das Kloster wurde schließlich wegen Überalterung des Konvents und mangelnde Aussichten auf Ordensnachwuchs aufgegeben. Die verbliebenen Schwestern lebten von da an in einer Altenpflegeeinrichtung in Obernzell an der Donau. Die letzte Magdalenerin des deutschen Ordenszweiges starb im Juli 2016. Am 31. März 2017 wurde das Kloster auch als Körperschaft des öffentlichen Rechts aufgelöst.

### Polnischer Zweig
Es existiert heute noch der polnische Zweig der Magdalenerinnen, denen das gleiche Statut wie einst den deutschen Schwestern zugrunde liegt. Da das Gebäude der Schwestern in Lauban 1945 ausgebombt und nach dem Krieg abgetragen wurde, übernahmen die Magdalenki dort das ehemalige Antoniusstift. Seit den 1990er-Jahren existiert ein Filialkloster in Bayreuth, das auf Initiative von Dekan Siegbert Keiling, einem gebürtigen Laubaner, unter dem Patronat des hl. Benedikt gegründet wurde. Seit 2009 haben die polnischen Magdalenerinnen eine Niederlassung in Erfurt. Sie sind mit der Versorgung der Theologiestudenten im dortigen Priesterseminar betraut.

## Trivia
In der ARD-Fernsehserie Um Himmels Willen sind die „Nonnen“ des „Klosters Kaltenthal“ Magdalenerinnen. Den Habit der Magdalenerinnen tragen sie jedoch nicht, sondern einen fiktiven.